# Tom McRae
Tom McRae (* 19. března 1969) je anglický zpěvák a kytarista. Před zahájením sólové kariéry prošel několika skupinami. V červnu 2000 vystupoval na festivalu Meltdown na pozvání kurátora Scotta Walkera. Své první album (eponymní) vydal v říjnu téhož roku a dostalo se mu nominace na Mercury Music Prize. Další desku vydal v únoru 2003 pod názvem Just Like Blood, produkoval ji Ben Hillier. Později vydal řadu dalších alb. Je spoluautorem jedné písně na albu Give My Love to London (2014) zpěvačky Marianne Faithfullové (v nahrávce rovněž hraje na kytaru). V roce 2020 vydal album Only Skin ve spolupráci s velšskou zpěvačkou Lowri Evansovou. V březnu 2025 předskakoval hudebníkovi Johnu Caleovi při britské části jeho turné POPtical Illusion Tour. Vystupuje jak sólově, tak i za doprovodu kapely.